# Eunidia ornata
Eunidia ornata là một loài bọ cánh cứng trong họ Cerambycidae.